# Gosaldo
Gosaldo é uma comuna italiana da região do Vêneto, província de Belluno, com cerca de 885 habitantes. Estende-se por uma área de 48 km², tendo uma densidade populacional de 18 hab/km². Faz fronteira com Cesiomaggiore, Rivamonte Agordino, Sagron Mis (TN), Sedico, Sospirolo, Taibon Agordino, Tonadico (TN), Voltago Agordino.